# Provisorietiden
Provisorietiden (fr. provisoire; foreløbig, midlertidig) er en betegnelse for årene 1885-1894, hvor Højre-regeringerne under konseilspræsident (statsminister) J.B.S. Estrup gennemførte provisoriske, dvs. foreløbige, finanslove på trods af at folketingsflertallet bestående af Venstre var imod dem. Der var således tale om, at landet blev styret via dekreter, baseret på kongen Christian 9.s hævd på sin ret til at udpege ministre på trods af folketingsflertallet. Venstres modsvar var visnepolitikken. Den politiske konflikt kendes som forfatningskampen. Ud over Estrup var nøglepersonerne fra Højre krigsminister J.J. Bahnson, indenrigsminister H.P. Ingerslev og justitsminister Johannes Nellemann. Kendte skikkelser i Venstre, der var splittet i Det Folkelige Venstre, Radikale Venstre (1878) og Moderate Venstre, var Christen Berg, Edvard Brandes, Viggo Hørup, Sofus Høgsbro, Ludvig Holstein-Ledreborg og Frede Bojsen.
Den første provisoriske finanslov blev gennemført i 1877, men først fra 1885 var der tale om, at alle finanslovene var provisoriske. Finanslovene sikrede blandt andet bevillinger på 18 mio. kr. til Københavns Befæstning. Midlerne var tilgængelige, fordi visnepolitikken havde oparbejdet store summer i statskassen. Regeringen støttede sig på Grundlovens daværende § 25 om provisoriske love i en nødsituation, mens Venstre mente, at regeringen groft misbrugte Grundloven.

## 1885
Året 1885 markerede for alvor genoptagelsen af provisorierne. Venstre afviste at godkende finansloven med de mange forsvarsudgifter til Københavns Befæstning, og Estrup svarede igen ved at hjemsende Folketinget og lade en provisorisk finanslov passere. Dette år blev præget af intense politiske møder, sammenstød og demonstrationer.
I afmagt over den fraværende indflydelse i Folketinget begyndte Venstre at organisere skytteforeninger. Enkelte Venstrefolk talte åbenlyst om, at de mange riffelforeninger nok skulle "køle det reaktionære Højres hede Tilbøjelighed til Statskup" og gennemtrumfe "Respekt for Folkets Villie" (Hobro Dagblad).
Retorikken var til tider meget konfrontatorisk: "Når Højre mærker, at nu er rejst den Aand i Folket, som ikke taaler det aabne forbryderiske Statskup, saa stikker de Halen mellem Benene. Kun for de blinkende Riffelpiber giver de Køb" (Lolland-Falsters Folketidende). Venstreledere bidrog til den spændte stemning med råd som "I skal købe jer Bøsser" og beskrivelser af regeringen som "Forbrydere og Indbrudstyve". Ved nogle møder i begyndelsen af 1885 på Falster og Vordingborg blev der talt drabelige ord om at bruge rifler mod "grundlovsbryderne" i Højre.
Højre svarede igen med støttedemonstrationer for Estrup, og da Venstrefolk søgte at erobre flertallet i Kjøbenhavns Skytteforening, førte det til optog til Amalienborg, hvorfra oppositionens folk blev jaget tilbage af beredent politi og Livgarden.
Venstrefolkene ville ikke anfægte kongen og hans ret til at regere, men alligevel spillede Højre på, at Venstre udvist foragt for monarkiet. Der blev arrangeret støttefester på kongens fødselsdag, og folk blev opfordret til at lade prioritetslån hos Venstrebønder indfri, således at de kunne komme i økonomiske vanskeligheder.
Den 18. marts 1885 opfordrede Venstre kong Christian 9. til at udskifte regeringen – uden effekt. Tværtimod bebrejdede kongen den 21. marts Folketinget, at det ikke havde stemt for finansloven. Efter at en præst i den nystiftede Venstre-avis Politiken havde opfordret til at vælte regeringen (og var blevet afskediget), blev der indført forebyggende censur rettet mod embedsmænd. 22. april 1885 udsendte kultusminister Jacob Frederik Scavenius det såkaldte "mundkurvscirkulære", der forbød skolelærere at deltage i agitation mod regeringen. Et sogneråd på Sjælland nægtede at orientere lærerne om cirkulæret, og konsekvensen blev først bøder og siden fængsel til sognerådsmedlemmerne.
To folketingsmænd for Venstre fik hver tre måneders fængsel for udtalelser mod regeringen, men det blev begrebet majestætsfornærmelse, der blev den anklage, der oftest blev rettet med Venstrepolitikere for at stække dem. Det gik bl.a. ud over Christian Ravn, der dog senere blev Folketingsmand. 5. maj samme år blev en provisorisk lov vedtaget, der forbød Venstres riffelforeninger.
Andre bønder nægtede at betale skat og refererede til Grundlovens ord om, at skat ikke måtte opkræves før finansloven var vedtaget, men konsekvensen blev udpantning og for nogle, tvangsauktioner.
Sommeren 1885 blev Venstres karismatiske frontfigur Christen Berg anholdt efter et politisk møde, uanset at han havde immunitet som rigsdagsmedlem. I januar 1886 blev han af Højesteret idømt en fængselsstraf, hvis eftervirkninger han aldrig kom sig over, og som nedbrød hans helbred. Han blev løsladt i juni samme år.
21. oktober 1885 var Estrup udsat for et fejlslagent attentatforsøg uden for sit hjem i Toldbodgade, København. Attentatmanden var en ung typograf Julius Rasmussen, der handlede på egen hånd, men hans to skud prellede af eller ramte ikke. Attentatforsøget førte til en væsentlig indskrænkning af ytringsfriheden og skærpelse af censuren, da det ifølge Straffelovsprovisoriet af 2. november 1885 bl.a. blev forbudt at fremsætte eller udbrede "opdigtede eller forvanskede Kjendsgerninger for derved at gjøre Statens Indretninger eller Regjeringens Foranstaltninger forhadte eller foragtelige". Flere personer fra oppositionen, bl.a. bladredaktører blev straffet med fængsel for deres artikler.
En uge efter attentatet blev der også oprettet et særligt gendarmkorps til beskyttelse af regering og kongehus. Det nye korps var stærkt bevæbnet og bar lyseblå uniformer og fik det oplagte øgenavn "de blå gendarmer". De kom i konflikt med lokalbefolkningen, og på Brønderslev Marked opstod slåskampe, hvorunder gendarmerne trak sablerne. Bagefter blev offentlige møder forbudt i Vendsyssel.
Estrup veg heller ikke bort fra civile retssager for at dæmme op for den offentlige debat.
I september 1886 blev præsten og højskoleforstanderen Morten Pontoppidan således idømt fire måneders fængsel for at have beskyldt regeringen for grundlovsbrud. Grundlovsdag 1886 var der store demonstrationer rundt om i landet.

## Vurdering
Uroen i det danske land i 1880'erne var voldsom, og nogle historikere mener, at Danmark kunne være blevet skueplads for en decideret borgerkrig.
Efterhånden som Moderate Venstre nærmede sig regeringen og omvendt, aftog de folkelige protester i tiden op til forliget i 1894. Estrups hårde linje fik den modsatte effekt og mobiliserede oppositionens vælgere. Stemmeprocenten ved valget i 1887 satte for eksempel rekord med 76 procent; en rekord som holdt århundredet ud. Valgdeltagelsen var på 20 år mere end fordoblet.
Provisorietiden var en rig kilde til samtidens litteratur, hvor mange forfattere hørende til det moderne gennembrud var modstandere af Ministeriet Estrup, bl.a. Henrik Pontoppidan, hvis novellesamling Skyer: Fortællinger fra Provisoriernes Dage (1890, rev. 1906) tematiserer perioden og dens konflikter mellem Venstrebønder og Højrefolk fra byerne.